# Puchar Sześciu Narodów U-20 2012
Puchar Sześciu Narodów U-20 2012 – piąta edycja Pucharu Sześciu Narodów U-20, międzynarodowych rozgrywek w rugby union dla reprezentacji narodowych do lat dwudziestu. Zawody odbyły się w dniach 3 lutego – 16 marca 2012 roku, a zwyciężyła w nich reprezentacja Anglii

## Mecze
| 3 lutego 201219:05 | Irlandia U-20                                               | 11:6 | Walia U-20                             | Dubarry Park, Athlone Sędzia: James Matthew |
| 3 lutego 201219:05 | Luke McGrath 3 (dg) Paddy Jackson 3 (dg) Shane Layden 5 (P) | 11:6 | Lewis Williams 3 (K) Sam Davies 3 (dg) | Dubarry Park, Athlone Sędzia: James Matthew |

| 3 lutego 201219:30 | Szkocja U-20        | 3:59 | Anglia U-20 | Firhill Stadium, Glasgow Widzów: 2197 Sędzia: Dudley Phillips |
| 3 lutego 201219:30 | Harry Leonard 3 (K) | 3:59 | Anthony Watson 5 (P) Charlie Walker 10 (2P) George Ford 14 (7pd) Jack Clifford 10 (2P) Marland Yarde 15 (3P) karne przyłożenie 5 (P) | Firhill Stadium, Glasgow Widzów: 2197 Sędzia: Dudley Phillips |

| 18 lutego 201215:00 | Francja U-20                                                                                               | 19:5 | Włochy U-20          | Stade Battandier-Lukowiak, La Voulte-sur-Rhône Widzów: 4000 Sędzia: Ian Tempest |
| 18 lutego 201215:00 | Enzo Selponi 2 (pd) Eric Escande 2 (pd) Maxime Payen 5 (P) Paul Jedreziak 5 (P) Sébastien Taofifenua 5 (P) | 19:5 | Ruben Riccioli 5 (P) | Stade Battandier-Lukowiak, La Voulte-sur-Rhône Widzów: 4000 Sędzia: Ian Tempest |

| 10 lutego 201219:35 | Walia U-20                                                  | 28:15 | Szkocja U-20                                  | Eirias Stadium, Colwyn Bay Widzów: 5832 Sędzia: Ian Tempest |
| 10 lutego 201219:35 | Luke Morgan 10 (2P) Ross Jones 5 (P) Sam Davies 13 (2pd 3K) | 28:15 | Harry Leonard 5 (pd K) Jamie Farndale 10 (2P) | Eirias Stadium, Colwyn Bay Widzów: 5832 Sędzia: Ian Tempest |

| 11 lutego 201215:00 | Francja U-20          | 12:13 | Irlandia U-20                                               | Stade des Alpes, Grenoble Widzów: 10000 Sędzia: Neil Hennessy |
| 11 lutego 201215:00 | Clément Otazo 12 (4K) | 12:13 | Foster Horan 5 (P) JJ Hanrahan 3 (K) Paddy Jackson 5 (pd K) | Stade des Alpes, Grenoble Widzów: 10000 Sędzia: Neil Hennessy |

| 3 marca 201215:00 | Włochy U-20                                | 7:42 | Anglia U-20 | Stadio Mario Battaglini, Rovigo Sędzia: Cedric Marchat |
| 3 marca 201215:00 | David Odiete 2 (pd) Vittorio Marazzi 5 (P) | 7:42 | Ben Ransom 5 (P) Charlie Walker 5 (P) Dan Robson 10 (2P) Sam Hill 5 (P) Josh Bassett 5 (P) Henry Slade 6 (3pd) Tommy Bell 6 (3pd) | Stadio Mario Battaglini, Rovigo Sędzia: Cedric Marchat |

| 24 lutego 201219:05 | Irlandia U-20                                                    | 27:8 | Włochy U-20                                      | Dubarry Park, Athlone Sędzia: Cammy Rudkin |
| 24 lutego 201219:05 | Iain Henderson 5 (P) Paddy Jackson 17 (pd 5K) Shane Layden 5 (P) | 27:8 | Alex Morsellino 5 (P) Riccardo Della Rossa 3 (K) | Dubarry Park, Athlone Sędzia: Cammy Rudkin |

| 24 lutego 201219:30 | Szkocja U-20                                                         | 21:30 | Francja U-20                                                                                            | Netherdale, Galashiels Widzów: 1507 Sędzia: Giuseppe Vivarini |
| 24 lutego 201219:30 | Harry Leonard 11 (pd 3K) Adam Sinclair 5 (P) Sam Hidalgo-Clyne 5 (P) | 21:30 | Tom Ecochard 10 (2pd 2K) Karl Chateau 5 (P) Jonathan Danty 5 (P) Darly Domvo 5 (P) Alban Placines 5 (P) | Netherdale, Galashiels Widzów: 1507 Sędzia: Giuseppe Vivarini |

| 24 lutego 201219:45 | Anglia U-20 | 40:9 | Walia U-20           | Twickenham Stoop, Londyn Widzów: 3434 |
| 24 lutego 201219:45 | Josh Bassett 5 (P) Anthony Watson 10 (2P) Sam Hill 5 (P) Luke Cowan-Dickie 5 (P) Marland Yarde 5 (P) Tommy Bell 10 (2pd 2K) | 40:9 | Sam Davies 9 (dg 2K) | Twickenham Stoop, Londyn Widzów: 3434 |

| 9 marca 201219:05 | Irlandia U-20                                                                   | 26:0 | Szkocja U-20 | Dubarry Park, Athlone Sędzia: Mathieu Raynal |
| 9 marca 201219:05 | Jack Conan 5 (P) Luke McGrath 5 (P) Paddy Jackson 11 (pd 3K) Shane Layden 5 (P) | 26:0 |              | Dubarry Park, Athlone Sędzia: Mathieu Raynal |

| 9 marca 201219:10 | Walia U-20                                                                                      | 30:23 | Włochy U-20                                                                           | Eirias Stadium, Colwyn Bay Widzów: 6000 Sędzia: Dudley Phillips |
| 9 marca 201219:10 | Luke Morgan 5 (P) Rob Evans 5 (P) Dan Baker 5 (P) Jordan Williams 4 (2pd) Sam Davies 11 (pd 3K) | 30:23 | David Odiete 4 (2pd) Guido Calabrese 5 (P) Leonardo Sarto 5 (P) Keanu Apperley 9 (3K) | Eirias Stadium, Colwyn Bay Widzów: 6000 Sędzia: Dudley Phillips |

| 10 marca 201220:45 | Francja U-20         | 12:8 | Anglia U-20                       | Stade de la Rabine, Vannes Sędzia: Marius Mitrea |
| 10 marca 201220:45 | Tom Ecochard 12 (4K) | 12:8 | David Sisi 5 (P) Ryan Mills 3 (K) | Stade de la Rabine, Vannes Sędzia: Marius Mitrea |

| 16 marca 201219:00 | Włochy U-20                                 | 17:20 | Szkocja U-20                                   | Stadio San Michele, Calvisano Sędzia: Ian Davies |
| 16 marca 201219:00 | Leonardo Sarto 5 (P) Keanu Apperley 12 (4K) | 17:20 | Harry Leonard 15 (P 2pd 2K) Mark Bennett 5 (P) | Stadio San Michele, Calvisano Sędzia: Ian Davies |

| 16 marca 201219:35 | Walia U-20                              | 16:36 | Francja U-20                                                                                                 | Eirias Stadium, Colwyn Bay Widzów: 5500 |
| 16 marca 201219:35 | Luke Morgan 5 (P) Sam Davies 11 (pd 3K) | 16:36 | Bastien Fuster 5 (P) Eric Escande 16 (P 4pd K) Jefferson Poirot 5 (P) Julien Kazubek 5 (P) Darly Domvo 5 (P) | Eirias Stadium, Colwyn Bay Widzów: 5500 |

| 16 marca 201220:05 | Anglia U-20                                                                      | 20:9 | Irlandia U-20         | Adams Park, High Wycombe Sędzia: Claudio Blessano |
| 16 marca 201220:05 | Anthony Watson 5 (P) Dan Robson 5 (P) Marland Yarde 5 (P) Tom Heathcote 5 (pd K) | 20:9 | Paddy Jackson 9 (3dg) | Adams Park, High Wycombe Sędzia: Claudio Blessano |